# 明尼哈哈 (紐約州)
明尼哈哈（英語：Minnehaha）是位於美國紐約州赫基默縣的非建制地區。

## 地理
明尼哈哈所處的海拔為高於海平面513米（即1683英呎），而該地所採用的時區為UTC-5，即北美东部时区（EST）。同時該地設有夏令時間，為UTC-5調快一小時，即UTC-4（EDT）。